# Moneta wieczna
Moneta wieczna – występujące w źródłach pisanych określenie monety o niezmiennej wartości, nigdy nie zrealizowanej w praktyce. Najbliższe temu określeniu były monety złote, np. dukaty.